# Britt Janyk
Britt Janyk, née le 21 mai 1980 à Vancouver (Colombie-Britannique), est une skieuse alpine canadienne. Elle est la sœur de Michael Janyk. D'abord spécialiste des épreuves techniques, elle se tourne vers celle de vitesse à partir de la saison 2006-2007, pour remporter sa seule victoire en descente en fin d'année 2007 à Aspen.

## Carrière
Britt Janyk fait son entrée en équipe nationale en 1997, où pour son premier championnat du monde junior, à Schladming, elle se classe sixième du super G.
Membre du club de Whistler, elle fait ses débuts en Coupe du monde en 1999 et participe par la suite à toutes sortes de courses que ce soit de vitesse (descente et super G) ou techniques (slalom géant et slalom). 
En 2000, Britt Janyk remporte sa première victoire importante en enlevant le classement de la Coupe nord-américaine. Lors de l'hiver suivant, elle marque ses premiers points dans la Coupe du monde avec une huitième place en slalom géant à Sestrières. En 2002, elle est cinquième d'un combiné disputé à Åre, lieu même où elle finit également cinquième un an plus tard en slalom géant.
Lors des Championnats du monde 2007, à Åre elle échoue au quatrième rang du super G, discipline où elle obtient cette même place de quatrième à San Sicario cet hiver en Coupe du monde. Le 1er décembre 2007, elle atteint pour la première fois le podium dans la Coupe du monde en terminant troisième de la descente de Lake Louise puis remporte une semaine plus tard la descente disputée à Aspen, ce qui la place troisième du classement de la spécialité en fin de saison. En 2010, elle prend part à ses premiers Jeux olympiques qui ont lieu à Vancouver, sa ville natale, se classant sixième de la descente, dix-septième du super G et vingt-cinquième du slalom géant. Elle termine sa carrière en 2011.

## Palmarès

### Jeux olympiques
| Épreuve / Édition | Vancouver 2010 |
| Descente          | 6e             |
| Super G           | 17e            |
| Slalom géant      | 25e            |

### Championnats du monde
| Épreuve / Édition | Vail/Beaver Creek 1999 | Sankt Anton 2001 | Saint-Moritz 2003 | Åre 2007 | Val d'Isère 2009 | Garmisch-Partenkirchen 2011 |
| Descente          |                        |                  |                   | 12e      | Abandon          | 15e                         |
| Super G           |                        |                  |                   | 4e       | 17e              | 15e                         |
| Slalom géant      | 31e                    | 23e              | Abandon           | 32e      | 26e              | 28e                         |
| Slalom            | Abandon                |                  | 26e               |          |                  |                             |
| Combiné           |                        |                  |                   | 18e      |                  | Abandon                     |

### Coupe du monde
- Meilleur classement général : 12e en 2008.
- Troisième du classement de descente en 2008.
- 2 podiums, dont 1 victoire

#### Victoire
| Édition / Épreuve | Descente |
| 2007-2008         | Aspen    |

#### Classements détaillés
| Saison/Classement | Général | Descente | Super G | Slalom géant | Slalom | Combiné |
| Saison/Classement | Class.  | Class.   | Class.  | Class.       | Class. | Class.  |
| ----------------- | ------- | -------- | ------- | ------------ | ------ | ------- |
| 2001              | 80e     | -        | -       | 32e          |        |         |
| 2002              | 71e     | -        | -       | 42e          | 41e    | 12e     |
| 2003              | 34e     | -        | -       | 17e          | 29e    | -       |
| 2004              | 79e     | -        | -       | 30e          | 50e    | -       |
| 2005              | 77e     | -        | -       | -            | 38e    | 19e     |
| 2007              | 28e     | 26e      | 7e      | -            | -      | 31e     |
| 2008              | 28e     | 3e       | 13e     | 55e          | -      | -       |
| 2009              | 40e     | 26e      | 17e     | -            | -      | -       |
| 2010              | 38e     | 18e      | 21e     | -            | -      | -       |
| 2011              | 37e     | 21e      | 20e     | -            | -      | -       |

### Coupe nord-américaine
- Gagnante du classement en 2000.
- 32 podiums, dont 12 victoires.

### Championnats du Canada
- Championne du super G en 2002, 2006, 2009 et 2011.
- Championne du slalom géant en 2002, 2003, 2004, 2007 et 2010.
- Championne du slalom en 2003 et 2004.
- Championne de la descente en 2006, 2010 et 2011.

## Équipement
- Skis : Volkl
- Fixations : Marker
- Bottes : Lange
- Bâtons : SWIX
- Casque : Uvex
- Lunettes : Uvex